# Pete Fountain's New Orleans
Pete Fountain's New Orleans è il secondo album solistico del clarinettista jazz statunitense Pete Fountain, pubblicato dall'etichetta discografica Coral Records nell'agosto del 1959 .

## Tracce

### LP
Lato A
1. While We Danced at the Mardi Gras – 2:23 (testo: Johnny Mercer – musica: Alfred Opler)
2. A Closer Walk – 2:08 (musica: Tradizionale; Adattamento e arrangiamento di Pete Fountain e Charles Dant)
3. When the Saints Come Marching in March – 2:25 (Tradizionale; Adattamento e arrangiamento di Pete Fountain e Charles Dant)
4. When It's Sleepy Time Down South – 2:42 (Leon René, Otis René, Clarence Muse)
5. Ol' Man River – 2:17 (testo: Oscar Hammerstein II – musica: Jerome Kern)
6. Cotton Fields – 2:27 (C. C. Carter)

Lato B
1. Sweethearts on Parade – 2:37 (testo: Carmen Lombardo – musica: Charles Newman)
2. Do You Know What It Means to Miss New Orleans – 2:59 (testo: Eddie De Lange – musica: Louis Alter)
3. Basin Street Blues – 2:09 (musica: Spencer Williams)
4. Lazy River – 2:37 (Hoagy Carmichael, Sidney Arodin)
5. Way Down Yonder in New Orleans – 2:27 (testo: Henry Creamer – musica: Turner Layton)
6. Tin Roof Blues – 3:49 (testo: Walter Melrose – musica: Leon Roppolo, Paul Mares, George Brunies, Ben Pollack, Mel Stitzel)

- Durata brani (non accreditati sull'album originale) ricavati dal CD pubblicato nel 1993 dalla MCA Records (NCAD-505)

## Musicisti
- Pete Fountain – clarinetto
- Stan Wrightsman – pianoforte
- Morty Corb – contrabbasso
- Jack Sperling – batteria

Note aggiuntive
- Bill Coss – note retrocopertina album originale [3]